# Fujifilm-X-Trans-Sensor

Eine Bayer-Matrix

Der Fujifilm-X-Trans-Sensor ist ein Bildsensor in CMOS-Technik. Er verwendet statt eines Bayer-Sensors eine andere Sampling-Methode, die der Hersteller X-Trans nennt.

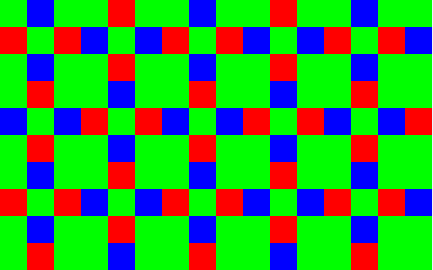
Eine XTrans-Matrix

Das Pixelmuster ist komplexer als das eines Bayer-Sensors. Es basiert auf einem 3x3-Punkte-Schema, bei dem der Mittelpunkt und die vier Eckpunkte fest mit der Farbe Grün besetzt sind, die vier freien Punkte an den Flanken sind mit sich jeweils gegenüberliegenden roten bzw. blauen Farbpunkten besetzt. Dieses Grundmuster wird bei jeder Wiederholung um 90 Grad gedreht, so dass das komplette Muster aus jeweils 6x6 Bildpunkten besteht. Mit dieser Pixelanordnung wird die Distanz bis zur Anordnungswiederholung verdreifacht, die Fläche einer Grundzelle ist 9-mal so groß. Die geometrischen Eigenschaften von klassischem Film, bei dem nie eine Wiederholung auftritt und die Farbkörner vollkommen stochastisch verteilt sind, werden allerdings nicht erreicht.
Das hat folgende Vorteile:
- Der Moiré-Effekt wird minimiert, insbesondere Moiré in einzelnen Farben. Fuji-Kameras mit dem X-Trans Sensor verzichten deshalb auf einen Anti-Aliasing-Filter.
- In jeder Zeile ist jede Farbe vertreten. Damit können rote und blaue Linienpaare besser aufgelöst werden. Grüne Linienpaare oder andere Strukturen bleiben von der Auflösung unverändert.
- Die messbare Auflösung wird für mehrere Farbbereiche verbessert, wodurch sich die Gesamtauflösung verbessert.
- Die Häufigkeitsverteilung der Farbpunkte beträgt für R/G/B 2:5:2 statt 1:2:1 beim Bayer-Muster. Dies kommt dem Farbsehen des menschlichen Auges näher, bei dem ebenfalls die für die Farbe Grün empfindlichen Sinneszellen deutlich häufiger sind als für die beiden anderen Grundfarben.

Diese Sensoren werden bei fast allen Kameras der Fujifilm-X-Serie verwendet. Fujifilm behauptet unter anderem, dadurch mit Sensoren im APS-C-Format die Auflösung von Vollformatsensoren zu erreichen.
Die vierte Generation des X-Trans-Sensors ist seit September 2018 mit einer Auflösung von 26,1 Millionen Bildpunkten und rückwärtiger Belichtung unter der Bezeichnung X-Trans CMOS 4 unter anderem im Kameramodell Fujifilm X-T3 und X-T4 auf dem Markt.